# Les Apaches (pel·lícula de 1904)
Les Apaches, també coneguda com A Burlesque Highway Robbery in Gay Paree, és una pel·lícula muda francesa de Georges Méliès, estrenada el 1904, produïda per Star Film Company i té el número 536-537 als seus catàlegs.

## Sinopsi
Un viatger acaba perdent-se pels carrers de París i quan descobreix on és, es troba amb una banda de captaires deformats i famolencs, que, sentint-se segurs que els gendarmes no són a prop, s'aixequen i comencen a treure la roba de la maleta del viatger. Les persones sense llar, de fet, no tenen cap deformitat, i tot això és només una farsa per causar llàstima als ciutadans. Després de robar-ho tot al viatger, un dels captaires li posa una galleda ajustada al cap que no pot treure-la, i tots ballen, deixant l'home sol. Diverses joves passen pel lloc i s'espanten per les maniobres de l'home. Finalment treu la galleda del cap i els gendarmes apareixen a l'acte, però el viatger està tan furiós que els tira a terra, pensant que són els seus perseguidors. Ells l'enxampen i el porten al confinament.